# Jarl Jakobsson
Jarl Gustav Anian Jakobsson (* 11. Mai 1880 in Helsinki; † 28. Dezember 1951 ebenda) war ein finnischer Speerwerfer und Weitspringer.
Bei den Olympischen Spielen 1908 in London nahm er an den Wettbewerben im Standweitsprung, Speerwurf im freien Stil und Speerwurf mit Mittelgriff teil; seine Platzierungen sind nicht überliefert.
Der Finne war zum Zeitpunkt der Olympischen Spiele für Helsingin Reipas aktiv. Seine Bestleistung im Speerwurf hatte er 1906 mit einer Weite von 50,35 m aufgestellt. Sein Cousin Walter Jakobsson und dessen deutschstämmige Ehefrau Ludowika gewannen 1920 Gold und 1924 Silber beim olympischen Wettkampf im Eiskunstlauf.